# 오스트레일리아 아시아 항공
오스트레일리아 아시아 항공(영어: Australia Asia Airlines, 중국어: 澳亚航空)은 1990년부터 1996년까지 존재했던 오스트레일리아의 항공사로 허브 공항은 시드니 공항과 타이완 타오위안 국제공항이 있다.

## 개요
당시 중화인민공화국 국제선 노선을 가지고 있기 때문에 콴타스 항공이 중화인민공화국과 계속 대립을 하면서 중화민국에 취항하지 못했다. 1990년에 콴타스 항공은 중화민국에 국제선 노선을 운항하는 오스트레일리아 아시아 항공을 설립했다. 영국 아시아 항공과 KLM 아시아처럼 다른 법인으로 운영하는 것이 아니라 일본 아시아 항공과 같은 다른 회사로 운영했다.
일부 보잉 747SP와 보잉 767-300ER 항공기는 콴타스 항공으로부터 이관을 받았다. 수직 꼬리 날개의 디자인은 빨간 지역에 2개의 A를 심볼마크로 하는 리본이 그려져 있었다. 그러나 이 회사는 1996년에 민영화가 되면서 운항이 중단되어 소멸되고 말았다. 현재는 브리즈번 공항에서 에바 항공과 코드쉐어 협정으로 운항하고 있다.

## 보유 기종
- 보잉 747SP 2대
- 보잉 767-300ER 1대

## 더 보기[3]
- 일본 아시아 항공
- 영국 아시아 항공
- 스위스 아시아 항공
- KLM 아시아

## 같이 보기
- 영국 아시아 항공
- 일본 아시아 항공
- 중화민국의 대외 관계